# Farang Wa Gharu (huyện)
Farang wa Gharu là một huyện thuộc tỉnh Baghlan, Afghanistan. Dân số thời điểm năm 1999 là -12,1 người.